# Norashen, Aragatsotn
Norashen là một đô thị thuộc tỉnh Aragatsotn, Armenia. Dân số ước tính năm 2011 là 1174 người.